# San José de la Montaña, Quintana Roo
San José de la Montaña är en ort i Mexiko.   Den ligger i kommunen Othón P. Blanco och delstaten Quintana Roo, i den östra delen av landet, 1 100 km öster om huvudstaden Mexico City. San José de la Montaña ligger 149 meter över havet och antalet invånare är 195.
Terrängen runt San José de la Montaña är platt. Runt San José de la Montaña är det glesbefolkat, med 16 invånare per kvadratkilometer. Närmaste större samhälle är Nicolás Bravo, 13,1 km nordost om San José de la Montaña. I omgivningarna runt San José de la Montaña växer i huvudsak städsegrön lövskog.